# Star Wars Outlaws
Star Wars Outlaws és un videojoc de món obert en desenvolupament per Massive Entertainment i publicat per Ubisoft sota llicència de Lucasfilm Games. El joc forma part de la franquícia de La guerra de les galàxies.
Té lloc després dels esdeveniments de L'imperi contraataca, els jugadors prenen el control de Kay Ness com una proscrita que s'enfrontarà a un dels robatoris més grans que s'hagi vist mai a l'Outer Rim.

## Desenvolupament
El 13 de gener de 2021, Ubisoft va anunciar que Massive Entertainment estava desenvolupant un joc de Star Wars i sota llicència de Lucasfilm Games. El joc se centrarà en la seva història i el món obert. Massive Entertainment va començar a reclutar membres addicionals per al seu equip de desenvolupament, en part a causa del desenvolupament d'Avatar: Frontiers of Pandora en paral·lel. L'11 de juny de 2023, durant el Xbox Games Showcase, el joc es va revelar, amb més detalls revelats a l'aparador d'Ubisoft Forward l'endemà.